# سرخ قلعه
سرخ قلعه، روستایی در دهستان سرخ قلعه بخش سرخ قلعه شهرستان قلعه‌گنج در استان کرمان ایران است. این روستا، مرکز بخش سرخ قلعه است.

## جمعیت
بر پایه سرشماری عمومی نفوس و مسکن در سال ۱۳۹۵، جمعیت این روستا برابر با ۷۷۶ نفر (۲۲۳ خانوار) بوده‌است.